# Lorenzo Bernardi

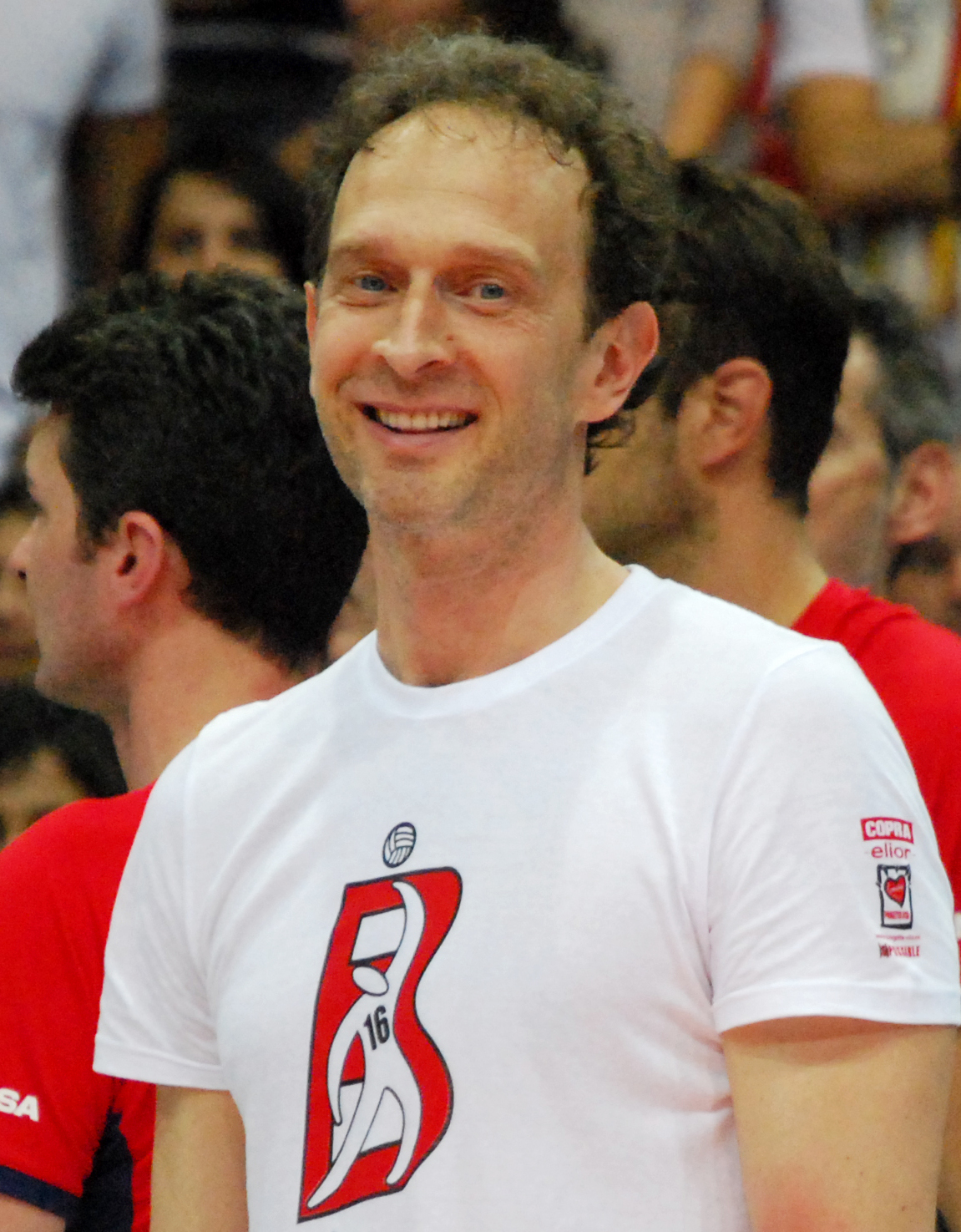
Lorenzo Bernardi

Lorenzo Bernardi (ur. 11 sierpnia 1968 w Trydencie) – włoski siatkarz, trener, karierę skończył występami w Serie A, w drużynie Acqua Paradiso Gabeca Montichiari. Grał na pozycji przyjmującego. Mierzy 199 cm. 306 razy wystąpił w reprezentacji Włoch. Dwukrotny Mistrz Świata w 1990 z Brazylii oraz w 1994 z Grecji. W 1996 w Atlancie został wicemistrzem olimpijskim. Dwukrotny Mistrz Europy w 1989 ze Szwecji oraz w 1995 z Grecji.
W marcu 2009 został trenerem włoskiej kadry B, z którą zdobył złoty medal na Igrzyskach Śródziemnomorskich. Pallavolo Padwa jest pierwszym klubem w karierze trenerskiej Włocha. Pracę w nim rozpoczął dopiero w sezonie 2009/2010, na początku stycznia został zwolniony wskutek przegranej z niżej notowanym zespołem, jednak o rozwiązaniu umowy zadecydowały także słabe wyniki drużyny (4 porażki z rzędu w grudniu) w poprzednim roku kalendarzowym. 15 grudnia 2010 został trenerem Jastrzębskiego Węgla. W sezonie 2010/2011 zajął z nim 7. miejsce w PlusLidze, 4. w Lidze Mistrzów, w kolejnym sezonie - 4. w PlusLidze. Rok i dwa lata później zdobył brązowy medal Mistrzostw Polski. W 2014 zajął z drużyną ze Śląska 3. miejsce w Lidze Mistrzów, pokonując Zenit Kazań. Od 2014 do 2016 roku był trenerem Halkbanku Ankara.
W 2001 roku został wybrany siatkarzem XX wieku. 25 lipca 2010 został odznaczony Orderem Zasługi Republiki Włoskiej. 27 października 2011 został wprowadzony do Volleyball Hall of Fame wraz z takimi siatkarskimi sławami jak: Magaly Carvajal, Hugo Conte, Rita Crockett, Vladimir Grbić, František Stibitz.
Jako asystent trenera Julio Velasco w reprezentacji Włoch kobiet na Igrzyskach Olimpijskich 2024 w Paryżu zdobył złoty medal.

## Kariera zawodnicza
| Lata                                      | Kluby                             |
| ----------------------------------------- | --------------------------------- |
| 1981–1984                                 | Marzola Trento                    |
| 1984–1985                                 | Americanino Padwa                 |
| 1985–1990                                 | Panini Modena                     |
| 1990–2002                                 | Sisley Treviso                    |
| 2002–2004                                 | Itas Diatec Trentino              |
| 2004                                      | Ar-Rajjan SC                      |
| 2004–2005                                 | Lube Banca Marche Macerata        |
| 2005–2005 (do 11.11.2005)                 | Olympiakos Pireus                 |
| 2005–2007 (od 11.11.2005) (do 15.01.2007) | Marmi Lanza Werona                |
| 2007–2007 (od 16.01.2007)                 | Acqua Paradiso Gabeca Montichiari |

### Sukcesy klubowe
Puchar Włoch:
- 1986, 1993, 1988, 1989, 2000

Puchar Europy Zdobywców Pucharów:
- 1986, 1994

Puchar CEV:
- 1991, 1993, 1998, 2005

Liga włoska:
- 1986, 1987, 1988, 1989, 1994, 1996, 1998, 1999, 2001
- 1990, 1995, 1997, 2002

Liga Mistrzów:
- 1990, 1995, 1999, 2000
- 1987, 1988, 1989, 2001

Klubowe Mistrzostwa Świata:
- 1992

Superpuchar Europy:
- 1994, 1999

Superpuchar Włoch:
- 1998, 2000, 2001

### Sukcesy reprezentacyjne
Mistrzostwa Europy:
- 1989, 1995
- 1991, 2001

Puchar Świata:
- 1995
- 1989

Liga Światowa:
- 1990, 1991, 1992, 1994, 2000
- 2001

Mistrzostwa Świata:
- 1990, 1994

Puchar Wielkich Mistrzów:
- 1993

Igrzyska Olimpijskie:
- 1996

### Nagrody indywidualne
- 1992: MVP Ligi Światowej
- 1992: MVP Klubowych Mistrzostw Świata
- 1994: MVP Mistrzostw Świata
- 1996: MVP i najlepszy punktujący Ligi Światowej

## Kariera trenerska
| Lata                      | Kluby                            |
| ------------------------- | -------------------------------- |
| 2009–2010                 | Pallavolo Padwa                  |
| 2010–2014 (od 15.12.2010) | Jastrzębski Węgiel               |
| 2014–2016                 | Halkbank Ankara                  |
| 2016–2019 (od 16.11.2016) | Sir Safety Perugia               |
| 2020–2022 (do 31.12.2022) | Gas Sales Bluenergy Piacenza     |
| 2023–                     | Igor Gorgonzola Novara (kobiety) |
| 2024–                     | Włochy - II trener               |

### mężczyźni
Klubowe Mistrzostwa Świata:
- 2011

Liga polska:
- 2013, 2014

Liga Mistrzów:
- 2017
- 2014, 2018, 2019

Superpuchar Turcji:
- 2014, 2015

Puchar Turcji:
- 2015

Liga turecka:
- 2016
- 2015

Superpuchar Włoch:
- 2017

Puchar Włoch:
- 2018, 2019

Liga włoska:
- 2018
- 2019

### kobiety
Puchar Challenge:
- 2024[8]

Puchar CEV:
- 2025[9]

## Wyróżnienia
- W 2001 został wybrany najlepszym siatkarzem XX wieku.

## Odznaczenia
- Odznaczony Orderem Zasługi Republiki Włoskiej (25 lipca 2000)[10].